# 2011年民主黨代表選舉
2011年民主黨代表選舉於2011年8月29日舉行，選出日本民主黨的新一任代表（黨首）。此次選舉中共有五人參選，最終由野田佳彥勝出，成為民主黨新任黨代表。由於民主黨在眾議院佔有多數席位，因此新任黨代表野田佳彥在8月30日被選為接任菅直人的新任內閣總理大臣，並於9月2日正式就職。

## 參選者
- 野田佳彥
  - 54歲。現任財務大臣。野田派領袖。
  - 一開始以建立民主黨、自由民主黨、公明黨三黨大連立政權為競選政策核心[1]，但是大連立的構想未能得到自民黨以及民主黨部分派閥的積極響應，競選後期對大連立已經持謹慎態度；為確保財源，支持增稅；採取堅決措施應對日圓升值問題[2]。

- 前原誠司
  - 49歲。前外務大臣、國土交通大臣；前民主黨代表。前原派領袖。
  - 優先課題為東日本大震災的災後重建、福島第一核電站事故處理；轉換能源政策，建設一個不依賴核電的日本；反對草率增稅。贊成建立以災後重建為核心的時間限期內三黨大連立。積極推進TPP。[3]

- 海江田萬里
  - 62歲。現任經濟產業大臣。鳩山派成員。
  - 反對增稅和建立大連立；解除對小澤的處分。

- 馬淵澄夫
  - 51歲。現任國土交通大臣。無派閥所屬。
  - 將來不可避免要增稅，但現時反對；不贊成建立大連立；對小澤問題的處理表示尊重黨執行部隊決議。

- 鹿野道彥
  - 69歲。現任農林水產大臣。羽田派成員。
  - 反對草率增稅；對大連立持慎重態度，希望建立三黨協議機制解決政治僵局。

雖然前原的民意支持率遙遙領先於其他候選人，但野田和前原都屬於主流派，都和小澤保持相當的距離，原先野田尋求前原派的支持，前原最終還是決定參選，導致了主流派的分裂。而民主黨內最大派閥小澤派領袖小澤一郎則支持鳩山派的海江田萬里。

## 選舉結果

### 第一輪
| 候選人     | 得票  | 備註       |
| ---------- | ----- | ---------- |
| 海江田萬里 | 143票 | 進入第二輪 |
| 野田佳彥   | 102票 | 進入第二輪 |
| 前原誠司   | 74票  | 淘汰       |
| 鹿野道彥   | 52票  | 淘汰       |
| 馬淵澄夫   | 24票  | 淘汰       |
| 合計       | 395票 |            |

第一輪投票中，無候選人得票超過半數。得票最多的海江田和野田兩位候選人進入第二輪投票。

### 第二輪
| 候選人     | 得票  | 備註 |
| ---------- | ----- | ---- |
| 野田佳彥   | 215票 | 當選 |
| 海江田萬里 | 177票 |      |
| 合計       | 392票 |      |

雖然海江田在第一輪領先，但進入第二輪後，被淘汰的候選人的支持票大多流入野田陣營，野田逆轉勝，成為民主黨新一任黨代表。

## 外部連結
- 2011 民主黨代表選舉（页面存档备份，存于）